# Linux From Scratch
Linux From Scratch (LFS) is een boek en een Linuxdistributie waarmee zelf vanaf de broncode een volledig werkend besturingssysteem kan worden opgebouwd. In het boek wordt stap voor stap uitgelegd hoe de lezer een eigen Linuxdistributie samenstelt. Het is de bedoeling dat de lezer meer inzicht krijgt over hoe Linux werkt, en om een systeem te bouwen dat helemaal aan de eigen wensen voldoet.

## Voordelen
Het voordeel van een eigengebouwde Linuxdistributie is dat deze naar eigen wensen opgebouwd kan worden. Bijvoorbeeld een kernel die alleen de hardware ondersteunt die aanwezig is (overigens kan dit ook bij de overige distributies van Linux maar dat vereist wat diepgaande Linux-kennis). Bovendien is het mogelijk, wanneer de gebruiker dat wil, alleen programma's te installeren die daadwerkelijk gebruikt worden, waardoor er een heel licht besturingssysteem ontstaat, dat snel en flexibel is.